# Есна
Есна (Есне, вар. Існа, др. єгип. Іуніт (Ίwnyt) або Та-Сеніт (T3-Snit), копт. Сне, дав.-гр. Λατόπολις) - місто на західному березі Нілу за 54 км на південь від Луксора і за 49 км на північний захід від Едфу. Населення близько 30 000 чоловік. Есна - один з центрів коптського християнства. Поблизу Есни розташована гребля на Нілі, по якій проходить шосе.

## Історія
Грецька назва міста походить від слова «латес», окунь. Нільський окунь (Lates Niloticus) вважався тут священною рибою, супутницею Нейт.
Храм Хнума, що його тут шанували поряд із Нейт, знаходиться в центрі міста, на майданчику, нижчому від навколишньої території на 10 м. Будівництво цього величного храму почалося при Птолемеї VIII і закінчилося в часи римського панування, при імператорах Клавдії і Веспасіані.
Ще один, менший храм, присвячений тому ж самому божеству, знаходився приблизно за 4 км на північ від Латополя, у селі під назвою Ед-Дейр. Тут, також як і у великому храмі, було зображення Зодіаку, створене при Птолемеї III Евергетому. Цей храм був зруйнований в XIX-му сторіччі, так як мав нещастя розташуватися на шляху прокладки нового каналу.
На березі Нілу частково збереглися ніломір і римська набережна, на каменях якої можна побачити картуші імператора Марка Аврелія.
Приблизно за 4 км на північний захід, на східному березі Нілу близько селища Сарни було виявлено дві скельних стели, що датуються початком правління Аменхотепа IV (Ехнатона).

## Клімат
Місто знаходиться у зоні, котра характеризується кліматом тропічних пустель. Найтепліший місяць — липень із середньою температурою 32.5 °C (90.5 °F). Найхолодніший місяць — січень, із середньою температурою 14.8 °С (58.6 °F).
| Клімат Есни             | Клімат Есни | Клімат Есни | Клімат Есни | Клімат Есни | Клімат Есни | Клімат Есни | Клімат Есни | Клімат Есни | Клімат Есни | Клімат Есни | Клімат Есни | Клімат Есни | Клімат Есни |
| Показник                | Січ.        | Лют.        | Бер.        | Квіт.       | Трав.       | Черв.       | Лип.        | Серп.       | Вер.        | Жовт.       | Лист.       | Груд.       | Рік         |
| Середня температура, °C | 14,8        | 16,8        | 20,8        | 26          | 29,7        | 32,3        | 32,5        | 32,1        | 30,4        | 26,8        | 20,9        | 16,4        | 25          |
| Норма опадів, мм        | 0.1         | 0           | 0.1         | 0           | 0.1         | 0           | 0           | 0           | 0           | 0.7         | 0.1         | 0           | 1.1         |
| Днів з опадами          | 0           | 0           | 0           | 0           | 0,1         | 0           | 0           | 0           | 0           | 0,1         | 0,1         | 0,1         | 0,4         |
| Вологість повітря, %    | 49.3        | 41.3        | 33.5        | 27.2        | 23.8        | 24.2        | 27.3        | 29.5        | 32.9        | 37          | 45.4        | 50.7        | 35.2        |
| ----------------------- | ----------- | ----------- | ----------- | ----------- | ----------- | ----------- | ----------- | ----------- | ----------- | ----------- | ----------- | ----------- | ----------- |
| Джерело: Weatherbase    |             |             |             |             |             |             |             |             |             |             |             |             |             |